# محمد ناجي جدو
محمد ناجي أو جدو هو لاعب كرة قدم مصري من مواليد محافظة البحيرة مركز حوش عيسى 30 أكتوبر، 1984، لعب لنادي الجونة والاهلي المصري في الدوري الممتاز، ومدرب في نادي المقاولون العرب، اشتهر بلقب جدو لأنه كان دائم الإقامة عند جده وقد اعتزال يوم 10 يناير عام 2021 م.

## مسيرته مع الأندية
بدأت موهبة جدو في كرة القدم تظهر عند تدريبه على اللعب في مركز شباب حوش عيسى. وعندما كان في سن 17، لفت نظر أحد المراسلين الذي نصح رئيس نادي ألعاب دمنهور الذي تعاقد معه بمبلغ 5 آلاف جنيه انضم من خلالها لنادي ألعاب دمنهور، وهو نادي صغير من أندية الدرجة الثانية في مصر.

### الاتحاد السكندري
تعاقد معه هشام التركي مسؤول التعاقدات بنادي الاتحاد السكندري مقابل 350 ألف جنيه، ليلعب معه في موسم 2005/2006 وأصبح من العناصر الأساسية بتشكيلة المدير الفني طلعت يوسف.
أعير لنادي أم صلال ثم عاد إلى نادي الاتحاد. وبدأ نجمة يسطع في نادي الاتحاد السكندري في الدوري المصري الممتاز.
أصيب في مباراة ودية أمام نادي إبردين الاسكتلندي في 2007، وتسبب التشخيص الخاطيء في ابتعاده لـ7 أشهر عن الملاعب ومن ثم عاد للعب بمستوى متذبذب بشكل مخيف مما جعل مسيرته الكروية مهددة بالإضافة لما حدث لفريق الاتحاد من مروره بفترة سيئة للغاية وتأخره بترتيب الدوري العام.

### الأهلي
وبعد التألق في أنغولا طلب مسؤولوا الأهلي المصري ضمة لصفوف الفريق وفضل اللاعب الانضمام للأهلي عن ارتباطة السابق مع الزمالك، حدثت مشكلة كبيرة بسبب ذلك. ولكن قرر القضاء عدم صحة عقدة مع الزمالك لأنه لم يتم تحديد شيء بالعقد مع توقيع غرامة على اللاعب. وتم إنهاء الخلاف وهو مقيد حالياً بصفوف النادي الأهلي. وتم حسم القضية بالتصالح بين اللاعب ونادي الزمالك.

## مسيرته مع المنتخب المصري
تميز اللاعب في الدور الأول من الدوري المصري لعام 2010/2009، لفت أنظار الجهاز الفني لمنتخب مصر إليه، وتم ضمه لتشكيلة المنتخب، وسجل أول أهدافه الدولية في مرمى مالي في المباراة الودية التي أقيمت في الإمارات استعدادًا لكأس الأمم الأفريقية لكرة القدم 2010.
استطاع جدو إثبات نفسه بمشاركته كورقة رابحة في الشوط الثاني في كل مباريات المنتخب المصري في نهائيات كأس الأمم الأفريقية 2010 فسجل في مرمى نيجيريا وموزمبيق رغم مشاركته لأقل من 15 دقيقة، كما أحرز هدفًا في الشوط الإضافى الأول في مباراة مصر والكاميرون ليساهم في تأهل منتخب مصر للمربع الذهبي. وسجل الهدف الرابع في مرمى الجزائر في مباراة النصف نهائي التي انتهت بأربعة أهداف نظيفة، كما أنه سجل هدف الفوز في نهائي كأس الأمم الأفريقية على منتخب غانا في المباراة التي أقيمت في أنغولا، وحصل بذلك على لقب هداف البطولة برصيد خمسة أهداف متفوقاً علي عمالقة الكرة المحترفين في مختلف الأندية الأوروبية.
| التاريخ       | الاستاد                                   | الخصم     | الأهداف | النتيجة     | البطولة                  |
| ------------- | ----------------------------------------- | --------- | ------- | ----------- | ------------------------ |
| 4 يناير 2010  | استاد راشد، دبي، الإمارات العربية المتحدة | مالي      | 1 – 0   | مباراة ودية |                          |
| 12 يناير 2010 | مجمع دا گراسا الرياضي، بنگويلا، أنگولا    | نيجريا    | 3 – 1   | 3 – 1       | كاس الأمم الافريقية2010  |
| 16 يناير 2010 | مجمع دا گراسا الرياضي، بنگويلا، أنگولا    | موزمبيق   | 2-0     | 2-0         | كأس الأمم الأفريقية 2010 |
| 25 يناير 2010 | مجمع دا گراسا الرياضي، بنگويلا، أنگولا    | الكاميرون | 2-1     | 3-1         | كأس الأمم الأفريقية 2010 |
| 28 يناير 2010 | مجمع دا گراسا الرياضي، بنگويلا، أنگولا    | الجزائر   | 4-0     | 4-0         | كأس الأمم الأفريقية 2010 |
| 31 يناير 2010 | استاد 11 نوفمبر، لواندا، أنگولا           | غانا      | 1-0     | 1-0         | كأس الأمم الأفريقية 2010 |

## انجازاته

### انجازات شخصية
- هداف كأس الأمم الأفريقية 2010 (برصيد 5 اهداف)
- أفضل لاعب مكتشف في كأس الأمم الأفريقية 2010

### مع الاندية

#### النادي الأهلي
- الدوري المصري الممتاز 2010–2011/ 2013-2014
- كأس السوبر المصري 2010
- دوري أبطال أفريقيا 2012
- كاس السوبر الأفريقي 2013
- كأس الكنفدرالية 2014

### مع المنتخب
- كأس الأمم الأفريقية 2010

## روابط خارجية
- محمد ناجي جدو على موقع الاتحاد الدولي (مؤرشف)  (الإنجليزية)
- محمد ناجي جدو على موقع الاتحاد الأوربي (الإنجليزية)
- محمد ناجي جدو على موقع قاعدة بيانات كرة القدم.إي يو (الإنجليزية)
- محمد ناجي جدو على موقع ناشيونال فوتبول تيمز (الإنجليزية)
- محمد ناجي جدو على موقع Soccerbase.com (لاعب) (الإنجليزية)
- محمد ناجي جدو على موقع Soccerway.com (الإنجليزية)
- محمد ناجي جدو على موقع عالم كرة القدم.نت (الإنجليزية)